# Kaiser (lớp thiết giáp hạm)
Lớp thiết giáp hạm Kaiser là một lớp bao gồm năm thiết giáp hạm của Hải quân Đế quốc Đức trong Chiến tranh Thế giới thứ nhất. Chúng là lớp thiết giáp hạm dreadnought thứ ba được Đức chế tạo, và là lớp đầu tiên được trang bị động cơ turbine cùng các tháp pháo bắn thượng tầng. Những chiếc trong lớp bao gồm: Kaiser, Friedrich der Grosse, Kaiserin, Prinzregent Luitpold và König Albert. Như thường thấy trên những thiết giáp hạm Đức đương thời, lớp Kaiser trang bị pháo chính có cỡ nòng nhỏ hơn so với các đối thủ Anh: 30,5 cm (12,0 in) so với 34,3 cm (13,5 in) trên lớp Orion Anh Quốc.
Cả năm chiếc trong lớp đã hoạt động tại Bắc Hải trong chiến tranh; chúng cùng phục vụ với nhau như là Đội 4 của Hải đội Chiến trận 3. Bốn chiếc đã có mặt trong trận Jutland, König Albert đang ở trong ụ tàu vào lúc đó; trong số bốn chiếc tham gia trận hải chiến, chỉ có Kaiser bị hư hại do trúng hai quả đạn pháo hạng nặng. Các con tàu cũng tham gia Chiến dịch Albion tại biển Baltic; khi chúng được tái tổ chức thành Hải đội Chiến trận 4 dưới quyền chỉ huy của Phó Đô đốc Wilhelm Souchon.
Khi chiến tranh kết thúc, cả năm chiếc trong lớp đều bị lưu giữ tại căn cứ Hải quân Anh ở Scapa Flow. Vào ngày 21 tháng 6 năm 1919, chúng bị đánh đắm để tránh không bị Hải quân Hoàng gia Anh chiếm giữ. Sau này các con tàu lần lượt được cho trục vớt và tháo dỡ từ năm 1929 đến năm 1937.

## Thiết kế
Lớp Kaiser, giống như lớp Helgoland dẫn trước, được đặt hàng trong cùng Bản Tu chính thứ hai của Đạo luật Hải quân, vốn được thông qua vào ngày 27 tháng 3 năm 1908. Luật này quy định tuổi đời hoạt động của tàu chiến chủ lực được giảm từ 25 năm xuống còn 20 năm, một biện pháp nhằm cho phép đóng các thiết giáp hạm mới hơn. Điều đó có nghĩa là sáu chiếc thuộc lớp hải phòng hạm Siegfried, hai chiếc lớp hải phòng hạm Odin cùng bốn chiếc lớp thiết giáp hạm Brandenburg sẽ được thay thế. Năm chiếc trong lớp Kaiser được chế tạo để thay thế cho ba chiếc thuộc lớp Siegfried là Hildebrand, Heimdall và Hagen cùng hai chiếc lớp Odin là Odin và Ägir.

### Các đặc tính chung
Những chiếc trong lớp Kaiser có chiều dài ở mực nước là 171,8 m (564 ft) và chiều dài chung 172,4 m (566 ft). Chúng có mạn thuyền rộng 29 m (95 ft), độ sâu của mớn nước trước mũi là 9,1 m (30 ft) và sau đuôi là 8,8 m (29 ft), cùng một trọng lượng choán nước tối đa 27.000 tấn. Các con tàu có một đáy tàu kép chiếm 88% chiều dài của lườn tàu và 17 ngăn kín nước. Thủy thủ đoàn bao gồm 41 sĩ quan và 1.043 thủy thủ. Khi phục vụ trong vai trò soái hạm của hải đội, con tàu được bổ sung thêm 14 sĩ quan và 80 thủy thủ; và khi là tàu chỉ huy thứ hai, quân số tăng thêm 2 sĩ quan và 23 thủy thủ.
Lớp Kaiser là những con tàu đi biển xuất sắc nhưng phản ứng cứng, chỉ giảm tốc độ đôi chút khi biển động. Nó phản xạ tốt với điều khiển từ bánh lái; chúng chuyển hướng nhanh, nhưng chịu một lực xoắn nặng khi đổi hướng. Khi bẻ lái gắt, con tàu mất đến 66% tốc độ và nghiêng đến 8°. Những chiếc trong lớp Kaiser có chiều cao khuynh tâm ngang 2,59 m (8,5 ft).

### Động lực
Kaiser là lớp thiết giáp hạm Đức đầu tiên được trang bị động cơ turbine. Chúng sử dụng turbine do nhiều hãng khác nhau chế tạo, khi Bộ Hải quân cùng các xưởng tàu Đức nỗ lực tìm một giải pháp thay thế cho sự độc quyền về turbine của hãng Parsons của Anh Quốc. Dù sao, cả Kaiser lẫn Kaiserin mỗi chiếc đều được trang bị ba bộ turbine của Parsons, Friedrich der Grosse có ba turbine của hãng AEG-Curtis, trong khi König Albert được trang bị turbine Schichau. Các turbine dẫn động chân vịt ba cánh có đường kính 3,75 m (12,3 ft), cho phép đạt được tốc độ theo thiết kế là 21 knot. Các con tàu có hai bánh lái. Prinzregent Luitpold được trang bị hai bộ turbine Parsons cho các trục bên; nó được dự định trang bị một động cơ diesel 6 xy-lanh 2 thì do Germania chế tạo công suất 12.000 mã lực cho trục giữa. Tuy nhiên động cơ diesel đã không thể kịp hoàn thành để trang bị cho Prinzregent Luitpold, nên nó di chuyển chỉ bằng hai trục. Khi chạy thử máy, Prinzregent Luitpold chậm hơn các tàu chị em khoảng 1,5 knot.
Hơi nước được cung cấp bởi 16 nồi hơi Schulz-Thornycroft, ngoại trừ Prinzregent Luitpold chỉ có 14 nồi hơi. Lưới rỗng được trang bị cho các nồi hơi vào giữa những năm 1916-1917. Các con tàu ba trục mang theo 3.600 tấn than, cho phép một tầm xa hoạt động 7.900 hải lý ở tốc độ đi đường trường 12 knot. Prinzregent Luitpold mang theo một trữ lượng than ít hơn, chỉ 3.200 tấn, nhưng được thiết kế để mang thêm 400 tấn dầu đốt cho động cơ diesel. Nếu chỉ với động cơ diesel, Prinzregent Luitpold có tầm hoạt động 2.000 hải lý ở tốc độ 12 knot.
Điện năng cho con tàu được cung cấp bởi bốn cặp máy phát turbine và hai máy phát diesel, tạo ra công suất 1.800 kW điện xoay chiều với điện thế 225 V.

### Vũ khí

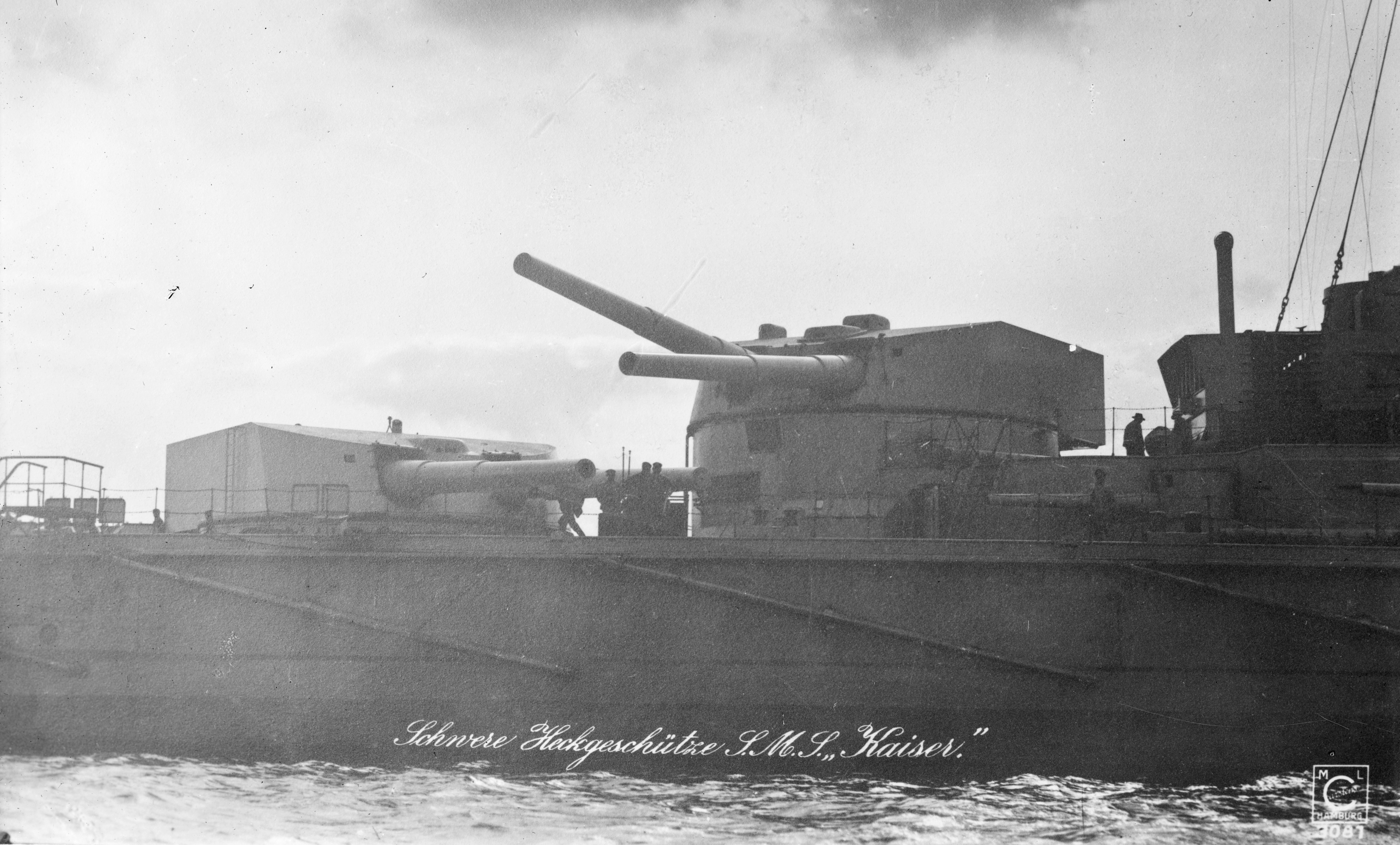
Tháp pháo bắn thượng tầng phía sau của Kaiser

Những chiếc trong lớp Kaiser mang theo mười khẩu pháo SK 30,5 cm (12,0 in) L/50 đặt trên năm tháp pháo nòng đôi, gồm một tháp pháo trước mũi, hai tháp pháo hai bên mạn giữa tàu, và hai tháp pháo phía đuôi bắn thượng tầng. Các khẩu pháo được cung cấp tổng cộng 860 quả đạn pháo, 86 viên cho mỗi khẩu pháo. Các quả đạn pháo này nặng 894 lb (406 kg), và được bắn với một lưu tốc đầu đạn 854 m/s (2.800 ft/s). Các khẩu pháo được đặt trên các bệ Drh LC/1909, vốn tương tự như kiểu LC/1908 cũ hơn được sử dụng trên những chiếc thuộc lớp Helgoland dẫn trước. Thoạt tiên kiểu tháp pháo này có khả năng hạ đến −8° và nâng lên đến 13,5°; với góc nâng tối đa, nó cho phép có tầm bắn đến 16.299 m (17.825 yd). Các tháp pháo sau này được cải tiến để hạ thấp −5,5° và nâng lên 16°, cho phép nâng tầm bắn tối đa lên 20.400 m (22.300 yd).
Dàn pháo hạng hai của các con tàu bao gồm mười bốn khẩu pháo 15 cm (5,9 in) SK L/45 đặt trên các tháp pháo ụ. Mỗi khẩu pháo được cung cấp 160 quả đạn pháo nặng 99,9 lb (45,3 kg), tổng cộng 2240 quả. Với lưu tốc đầu đạn 835 m/s (2.740 ft/s), các khẩu pháo này có thể bắn mục tiêu ở cách xa 13.500 m (14.800 yd), và sau khi được cải biến vào năm 1915, tầm bắn được tăng lên 16.800 m (18.400 yd). Các con tàu cũng được trang bị tám khẩu SK L/45 8,8 cm (3,5 in); chúng sau đó được thay thế bởi bốn khẩu pháo phòng không 8,8 cm L/45, hai trong số đó sau cùng bị tháo dỡ. Giống như mọi tàu chiến chủ lực vào thời đó, những chiếc trong lớp Kaiser được trang bị năm ống phóng ngư lôi ngầm 50 cm (20 in), gồm một ống trước mũi và hai ống mỗi bên mạn tàu.

### Vỏ giáp

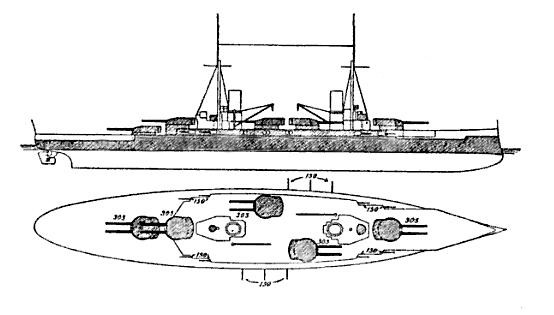
Sơ đồ của lớp Kaiser; các khu vực xám thể hiện phần của con tàu được bảo vệ bởi vỏ giáp

Giống như mọi tàu chiến Đức đương thời, những chiếc trong lớp Kaiser được bảo vệ bằng giáp thép Krupp. Sàn tàu có lớp thép dày đến 10 cm (3,9 in) tại các khu vực trọng yếu và giảm còn 6 cm (2,4 in) tại các vùng ít quan trọng. Đai giáp dày 35 cm (14 in) tại vùng thành trì trung tâm, giảm xuống còn 18 cm (7,1 in) phía mũi và 12 cm (4,7 in) phía đuôi tàu. Phía sau đai giáp, các con tàu có một vách ngăn chống ngư lôi dày 4 cm (1,6 in). Tháp chỉ huy phía trước có các mặt hông dày 40 cm (16 in) và nóc dày 15 cm (5,9 in); tháp chỉ huy phía sau được bảo vệ kém hơn đáng kể, với các mặt hông dày 20 cm (7,9 in) và nóc dày 5 cm (2,0 in). Dàn pháo chính được bảo vệ bởi lớp giáp dày 30 cm ở mặt bên và 22 cm (8,7 in) trên nóc. Các khẩu pháo 15 cm được bảo vệ bởi lớp giáp 17 cm (6,7 in) cho bệ và 8 cm (3,1 in) cho các tấm chắn.

### Chế tạo
Chiếc dẫn đầu của lớp, Kaiser, được đặt lườn tại xưởng đóng tàu Kaiserliche Werft Kiel vào tháng 12 năm 1909 dưới số hiệu chế tạo 35; nó được hạ thủy vào ngày 22 tháng 3 năm 1911 và đưa ra hoạt động cùng Hạm đội Biển khơi vào ngày 1 tháng 8 năm 1912. Friedrich der Grosse được tiếp nối vào ngày 26 tháng 1 năm 1910 tại xưởng tàu của hãng AG Vulcan tại Hamburg; nó được hạ thủy vào ngày 10 tháng 6 năm 1911 và đưa ra hoạt động như là soái hạm của Hạm đội Biển khơi vào ngày 15 tháng 10 năm 1912. Kaiserin, chiếc thứ ba trong lớp, được đặt lườn tại xưởng đóng tàu Howaldtswerke ở Kiel vào tháng 11 năm 1910; nó được hạ thủy vào ngày 11 tháng 11 năm 1911 và đưa ra hoạt động vào ngày 14 tháng 5 năm 1913.
König Albert được đặt lườn tại xưởng đóng tàu Schichau ở Danzig vào ngày 17 tháng 7 năm 1910 và hạ thủy vào ngày 27 tháng 4 năm 1912. Nó được đưa ra hoạt động cùng hạm đội vào ngày 31 tháng 7 năm 1913. Prinzregent Luitpold, chiếc cuối cùng trong lớp, được đặt lườn vào ngày tháng 1 năm 1911 tại xưởng đóng tàu Germaniawerft ở Kiel. Nó được hạ thủy vào ngày 17 tháng 2 năm 1912 và đưa ra hoạt động vào ngày 19 tháng 8 năm 1913.

## Lịch sử hoạt động

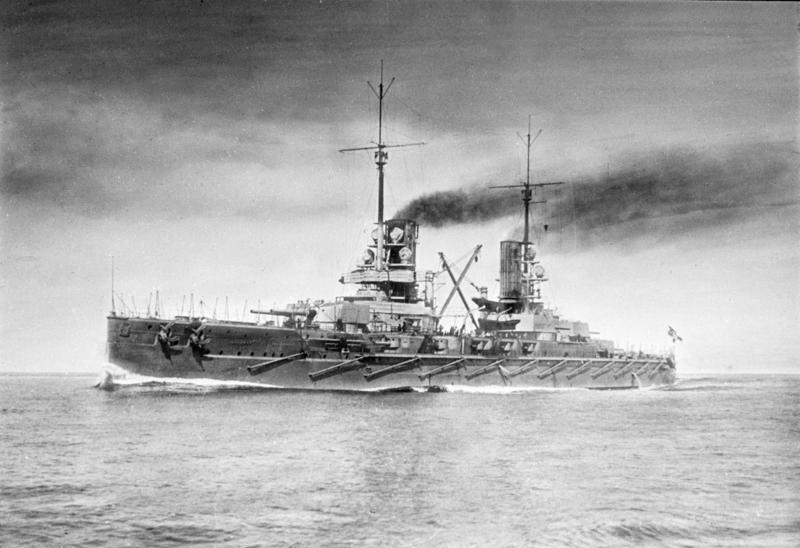
Prinzregent Luitpold trên đường đi trước chiến tranh

### Trước chiến tranh
Vào những năm 1913-1914, Kaiser và König Albert tham gia vào một chuyến đi đến Nam Mỹ và Nam Phi với mục đích phô trương lực lượng của Đức đồng thời thử nghiệm độ tin cậy của các động cơ turbine mới trong các chuyến đi đường trường. Cả hai chiếc đã quay về căn cứ của Đức tại Bắc Hải vào lúc Chiến tranh Thế giới thứ nhất nổ ra.

### Bắn phá Scarborough, Hartlepool và Whitby
Hoạt động lớn đầu tiên trong chiến tranh mà những chiếc thuộc lớp Kaiser tham gia là cuộc bắn phá Scarborough, Hartlepool và Whitby vào ngày 15-16 tháng 12 năm 1914. Nó được tiến hành chủ yếu bởi các tàu chiến-tuần dương thuộc Đội Tuần tiễu 1 dưới quyền Franz von Hipper, được những chiếc trong lớp Kaiser phối hợp cùng các lớp Nassau, Helgoland và König di chuyển hỗ trợ từ xa. Đô đốc Friedrich von Ingenohl, Tư lệnh Hạm đội Biển khơi Đức, quyết định chiếm lấy vị trí ở khoảng giữa Bắc Hải, cách 130 nmi (240 km) về phía Đông Scarborough.
Hải quân Hoàng gia Anh, trước đó đã bắt được các bảng mật mã Đức từ chiếc tàu tuần dương Magdeburg bị mắc cạn, nhận biết một chiến dịch đang được tiến hành, nhưng không biết chắc nơi lực lượng Đức sẽ tấn công. Vì vậy, Bộ hải quân Anh ra lệnh cho Hải đội Tàu chiến-tuần dương 1 dưới quyền Đô đốc David Beatty, sáu thiết giáp hạm thuộc Hải đội Chiến trận 2 cùng nhiều tàu tuần dương và tàu khu trục ngăn chặn các tàu chiến-tuần dương Đức. Tuy nhiên, hướng di chuyển lực lượng của Beatty hầu như đâm đầu thẳng vào toàn bộ Hạm đội Biển khơi. Lúc 6 giờ 20 phút, các tàu khu trục hộ tống cho lực lượng của Beatty bắt gặp xuồng phóng lôi Đức V155. Việc này đã dẫn đến một cuộc đối đầu lẫn lộn kéo dài hai giờ giữa các tàu khu trục Anh và lực lượng tàu tuần dương và tàu khu trục Đức, hầu hết ở khoảng cách rất gần. Vào lúc này của cuộc chạn trán đầu tiên, các thiết giáp hạm lớp Kaiser ở một vị trí cách các thiết giáp hạm dreadnought Anh không đầy 10 hải lý (19 km), hoàn toàn nằm trong tầm bắn; nhưng trong bóng đêm, các đô đốc của cả Anh lẫn Đức đều không thể nhận biết thành phần của hạm đội đối phương. Đô đốc Ingenohl, không dám bất tuân chỉ thị của Kaiser (Hoàng đế Đức) rằng không được mạo hiểm hạm đội chiến trận khi không có sự chấp thuận rõ ràng, kết luận rằng hạm đội của ông đang phải đối đầu với lực lượng hộ tống của toàn bộ Hạm đội Grand Anh Quốc, và 10 phút sau khi bắt gặp đối phương, ông ra lệnh bẻ lái sang mạn phải theo hướng Đông Nam. Các cuộc tấn công tiếp nối đã làm chậm trễ việc đổi hướng, nhưng đến 6 giờ 42 phút, nó được tiến hành. Trong khoảng 40 phút, hai hạm đội di chuyển theo một hướng song song; và đến 7 giờ 20 phút, Ingenohl ra lệnh bẻ lái hơn nữa sang mạn phải, đưa các con tàu của mình theo một hành trình quay về vùng biển Đức.

### Bắn phá Yarmouth và Lowestoft
Những chiếc trong lớp Kaiser đã tham gia một cuộc bắn phá khác xuống bờ biển Anh Quốc, một lần nữa hỗ trợ cho các tàu chiến-tuần dương của Đội Tuần tiễu 1. Các tàu chiến-tuần dương khởi hành từ Jade Estuary lúc 10 giờ 55 phút ngày 24 tháng 4 năm 1916, và phần còn lại của Hạm đội Biển khơi lên đường tiếp theo lúc 13 giờ 40 phút. Tàu chiến-tuần dương Seydlitz trúng phải một quả thủy lôi trên đường đi đến mục tiêu, nên bị buộc phải rút lui. Các tàu chiến-tuần dương khác tiến hành bắn phá Lowestoft mà hầu như không gặp sự kháng cự, nhưng trên đường đi đến Yarmouth, chúng đụng độ với các tàu tuần dương Anh thuộc Lực lượng Harwich. Một cuộc đấu pháo ngắn ngủi diễn ra trước khi Lực lượng Harwich rút lui. Các báo cáo về hoạt động của tàu ngầm Anh tại khu vực đã buộc Đội Tuần tiễu 1 phải rút lui. Vào lúc này, Đô đốc Reinhard Scheer nhận được cảnh báo về việc Hạm đội Grand đã khởi hành từ căn cứ của chúng ở Scapa Flow, ông ra lệnh rút lui về vùng biển Đức an toàn hơn.

### Trận Jutland
Bốn trong số năm chiếc trong lớp đã tham gia cuộc xuất quân của hạm đội vốn đã đưa đến trận Jutland vào ngày 31 tháng 5-1 tháng 6 năm 1916; König Albert đang ở trong ụ tàu vào lúc đó. Hoạt động này là một nỗ lực lặp lại các kế hoạch trước đây dự định thu hút một phần Hạm đội Grand để tiêu diệt chúng. Kaiser, Kaiserin, Prinzregent Luitpold cùng với Friedrich der Grosse, soái hạm của Đô đốc Scheer, hình thành nên Đội 6 trực thuộc Hải đội Chiến trận 3. Hải đội này là lực lượng đầu tiên trong số ba đơn vị thiết giáp hạm Đức; tuy nhiên, những chiếc thuộc lớp König thuộc Đội 3 của Hải đội Chiến trận 3 mới là đơn vị đi tiên phong của hạm đội. Ngay phía sau những chiếc lớp Kaiser là những chiếc lớp Helgoland và Nassau thuộc Hải đội Chiến trận 2, và sau cùng là các thiết giáp hạm tiền-dreadnought lớp Deutschland già cỗi thuộc Hải đội Chiến trận 1.
Không lâu trước 16 giờ 00 giờ Trung Âu, các tàu chiến-tuần dương thuộc Đội Tuần tiễu 1 đối đầu với Hải đội Tàu chiến-Tuần dương 1 Anh Quốc dưới quyền chỉ huy của Đô đốc David Beatty. Các lực lượng đối địch bắt đầu một cuộc đấu pháo, vốn đã đưa đến việc phá hủy chiếc HMS Indefatigable không lâu sau 17 giờ 00, rồi đến lượt HMS Queen Mary không đầy nữa giờ sau đó. Vào lúc này, các tàu chiến-tuần dương Đức di chuyển về phía Nam nhằm thu hút các tàu chiến Anh về phía lực lượng chủ lực của Hạm đội Biển khơi. Đến 17 giờ 30, thiết giáp Đức dẫn đầu König nhìn thấy cả Đội Tuần tiễu 1 của Đức bên mạn phải lẫn Hải đội Tàu chiến-tuần dương 1 của Anh bên mạn trái. Đến 17 giờ 45 phút, Scheer ra lệnh bẻ lái 2 point (22,5°) sang mạn trái để đưa các con tàu của ông đến gần hơn các tàu chiến-tuần dương Anh. Lệnh khai hỏa được đưa ra không lâu sau đó; tuy nhiên ngoại trừ Prinzregent Luitpold, những chiếc khác trong lớp Kaiser chưa lọt vào tầm bắn để có thể đối đầu với các tàu chiến-tuần dương Anh. Prinzregent Luitpold xoay xở bắn được tám loạt đạn pháo ở khoảng cách 22.300–21.300 yd (20.400–19.500 m) trước khi khoảng cách bị nới rộng, buộc nó phải ngừng bắn. Vào lúc đó, Kaiser và Friedrich der Grosse cùng với các thiết giáp hạm của Hải đội Chiến trận 2 nằm trong tầm bắn với Hải đội Tuần dương nhẹ 2 của Anh. Tuy nhiên, hỏa lực áp đảo của mười thiết giáp hạm lại ảnh hưởng đến việc trinh sát tác xạ, nên chỉ sau vài loạt đạn pháo hầu hết đã ngừng bắn.

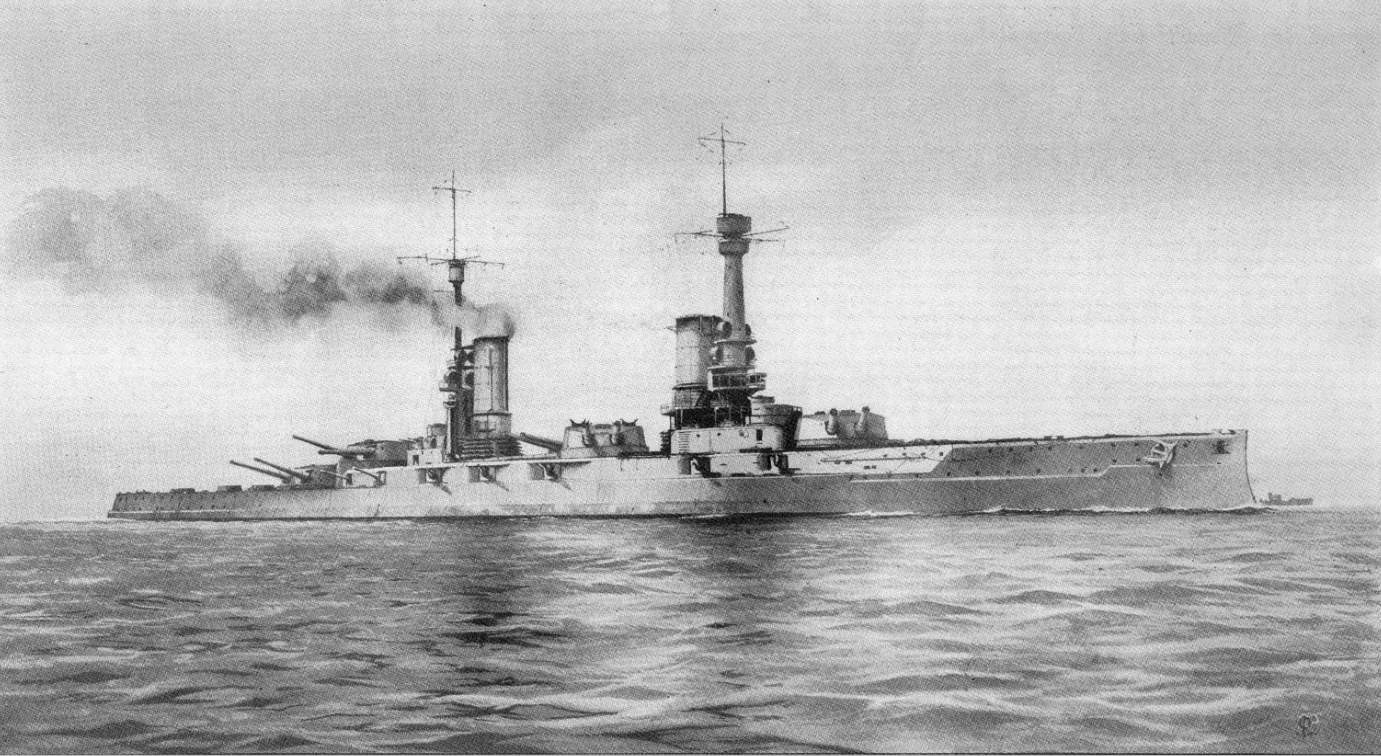
SMS Kaiser với dàn pháo chính xoay sang mạn phải

Vào khoảng 19 giờ 00, tàu tuần dương Wiesbaden, trước đó đã bị đối phương đánh bất động, bắt đầu chịu đựng hỏa lực từ lực lượng tuần dương nhẹ của Anh; vì vậy Scheer ra lệnh cho các con tàu của ông đổi hướng để hỗ trợ hầu có thể kéo con tàu. Đến 19 giờ 05 phút, các tàu tuần dương bọc thép Anh Defence và Warrior bắt đầu nổ súng vào chiếc Wiesbaden đã bị đánh hỏng. Tuy nhiên, lúc 19 giờ 15 phút, các tàu chiến-tuần dương của Hipper cùng các thiết giáp hạm của Hải đội 3 xuất hiện, bắt đầu tấn công các con tàu Anh ở khoảng cách không đầy 8.000 yd (7.300 m). Kaiser cùng ba chiếc lớp König tập trung hỏa lực vào hai chiếc tàu tuần dương, cho đến khi một hầm đạn của Defence bị đánh trúng, gây một vụ nổ dữ dội vốn đã phá hủy con tàu. Bị hư hại nặng và bốc cháy, Warrior cố tìm cách lết về hướng các thiết giáp hạm lớp Queen Elizabeth thuộc Hải đội Chiến trận 5.
Trong khi Warrior rút lui về phía Bắc dưới sự che chở của màn khói của chính nó, thiết giáp hạm Warspite tiến đến quá gần chiếc tàu chị em với nó Valiant, và phải bẻ lái sang mạn phải để tránh va chạm. Vào lúc đó, một quả đạn pháo của Kaiser đã đánh trúng đuôi chiếc Warspite, làm kẹt bánh lái, tạm thời khiến con tàu chỉ có thể di chuyển theo một vòng tròn rộng. Friedrich der Grosse, König, hai chiếc lớp Nassau và ba chiếc lớp Helgoland nả pháo vào Warspite trong khoảng 20 phút; nó bị đánh trúng 11 lần trước khi lực lượng Đức mất dấu mục tiêu. Vì bánh lái của nó không thể sửa chữa thích đáng, Warspite bị buộc phải rút lui khỏi trận chiến; sự vắng mặt của nó đã khiến phía Đức tin rằng họ đã đánh chìm được nó.
Sau khi quay về vùng cửa sông Jade, các chiếc Nassau, Westfalen và Posen thuộc lớp Nassau cùng các chiếc Helgoland và Thüringen thuộc lớp Helgoland chiếm lấy các vị trí canh phòng bên ngoài vũng biển. Hầu như không bị hư hại trong trận chiến, Kaiser, Kaiserin và Prinzregent Luitpold đảm trách các vị trí phòng ngư bên ngoài các lối ra vào Wilhelmshaven. Các tàu chiến chủ lực khác còn trong tình trạng chiến đấu được tiếp đạn và tiếp nhiên liệu.
Trong quá trình trận chiến, Kaiser đã bắn 224 quả đạn pháo hạng nặng và 41 đạn pháo hạng hai; Kaiserin, 160 và 135; Prinzregent Luitpold, 169 và 106; còn Friedrich der Grosse là 72 và 151 quả đạn pháo tương ứng. Chiếc duy nhất trong lớp bị bắn trúng trong trận chiến, Kaiser, bị đánh trúng hai lần, nhưng chỉ bị hư hại nhẹ với một người bị thương.

### Chiến dịch Albion
Vào đầu tháng 9 năm 1917, sau khi Đức chiếm được cảng Riga của Nga, Hải quân Đức quyết định xóa sổ lực lượng Hải quân Nga vốn còn đang trụ lại vịnh Riga. Nhằm mục đích này, Bộ Tổng Tư lệnh Hải quân (Admiralstab) vạch ra một chiến dịch tại quần đảo Moonsund, đặc biệt nhắm vào các khẩu đội pháo Nga trên bán đảo Sworbe thuộc Ösel. Ngày 18 tháng 9, mệnh lệnh được đưa ra cho một chiến dịch phối hợp Lục-Hải quân nhằm chiếm các đảo Ösel và Moon; lực lượng hải quân chủ yếu bao gồm soái hạm Moltke cùng với Hải đội Chiến trận 3 của Hạm đội Biển khơi, gồm có Đội 5 bao gồm bốn chiếc lớp König, lúc này được bổ sung chiếc thiết giáp hạm mới Bayern, và Đội 6 bao gồm năm chiếc lớp Kaiser. Cùng với chín tàu tuần dương hạng nhẹ, ba chi hạm đội tàu phóng ngư lôi cùng nhiều tàu rải mìn và tàu quét mìn, toàn bộ lực lượng bao gồm khoảng 300 tàu chiến, được sự hỗ trợ của trên 100 máy bay và sáu khí cầu zeppelin. Lực lượng tấn công gồm khoảng 24.600 sĩ quan và binh sĩ. Đối đầu với lực lượng Đức là các thiết giáp hạm tiền-dreadnought cũ của Nga Slava và Tsarevitch, các tàu tuần dương bọc thép Bayan, Admiral Makarov và Diana, 26 tàu khu trục, nhiều tàu phóng lôi và pháo hạm, cùng một lực lượng đồn trú tại Ösel với khoảng 14.000 người cùng các khẩu đội pháo phòng thủ duyên hải.

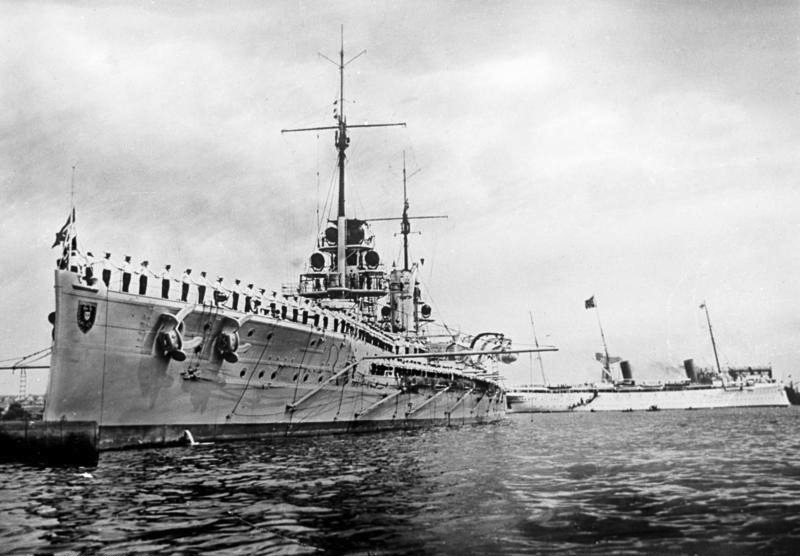
SMS Kaiser trong một lễ hội tại Kiel vào tháng 6 năm 1913. Chiếc thuyền buồm hoàng gia Hohenzollern đang nằm ở phía hậu cảnh

Chiến dịch bắt đầu vào ngày 12 tháng 10, khi những chiếc trong lớp thiết giáp hạm Kaiser đối đầu với các khẩu đội pháo phòng thủ duyên hải tại bán đảo Sworbe. Cùng lúc đó, Moltke, Bayern và các chiếc lớp König cũng bắt đầu bắn phá các khẩu đội Nga trong vịnh Tagga. Sự kháng cự kịch liệt của đối phương tại Kassar Wick, lối ra vào eo biển Moon, làm chậm sự tiến quân của lực lượng Đức. Sang ngày 14 tháng 10, Kaiser được cho tách ra từ lực lượng bắn phá để đối phó với các tàu khu trục Nga đang ngăn cản các tàu quét mìn Đức. Dưới sự hỗ trợ từ các khẩu pháo 30,5 cm của Kaiser, các tàu phóng lôi Đức đột nhập vào eo biển. Trong cuộc đối đầu, tàu khu trục Nga Grom bị đánh bất động và cuối cùng bị đánh chìm.
Các khẩu đội pháo bờ biển 30,5 cm của Nga tại Zerel tiếp tục là một trở ngại đáng kể, nên khi Kaiser đang đối phó với các tàu khu trục Nga, Kaiserin, König Albert và Friedrich der Grosse đã bắn phá Zerel ở khoảng cách 7,5–12,5 mi (12,1–20,1 km). Hỏa lực bắn trả của Nga tỏ ra khá chính xác, các chiếc dreadnought Đức buộc phải liên tục thay đổi đường đi để né tránh không bị bắn trúng. Cuộc tấn công chỉ kéo dài trong khoảng một giờ, do mối e ngại về thủy lôi và tàu ngầm đối phương. Sáng hôm sau, hai thiết giáp hạm lớp König được gi đến eo biển Moon để tiêu diệt các tàu chiến Nga tại đây. König đã đánh chìm thiết giáp hạm tiền-dreadnought Slava, trong khi Kronprinz buộc các tàu chiến còn lại phải rút lui. Đến ngày 20 tháng 10, chiến dịch hải quân xem như hoàn tất; các tàu chiến Nga đã bị tiêu diệt hoặc buộc phải rút lui, và phía Đức đạt được những mục tiêu đề ra.

### Số phận

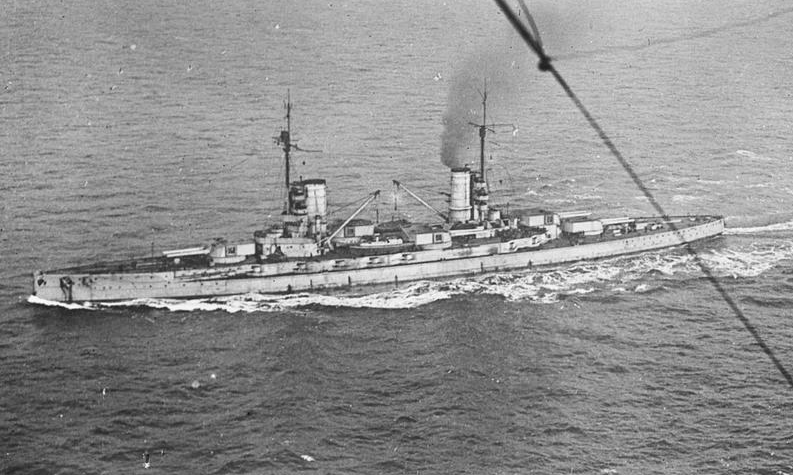
Thiết giáp hạm Kaiser đang trên đường di chuyển đến Scapa Flow vào ngày 21 tháng 11 năm 1918

Sau khi đạt được thỏa thuận đình chiến vào tháng 11 năm 1918, phần lớn Hạm đội Biển khơi dưới quyền chỉ huy của Chuẩn Đô đốc Ludwig von Reuter bị lưu giữ tại căn cứ hải quân của Anh ở Scapa Flow trong suốt thời gian diễn ra cuộc đàm phán mà cuối cùng đã đưa đến Hiệp ước Versailles. Reuter tin rằng người Anh sẽ chiếm các con tàu Đức vào ngày 21 tháng 6, vốn là thời hạn mà Đức phải ký hiệp ước hòa bình. Không biết rằng thời hạn trên đã được lùi lại đến ngày 23 tháng 6, Reuter quyết định trong cơ hội sớm nhất sẽ đánh đắm các con tàu của ông. Sáng ngày 21 tháng 6, Hạm đội Anh rời Scapa Flow tiến hành các cuộc cơ động huấn luyện, Reuter nhân cơ hội ấy truyền đạt mệnh lệnh đánh đắm hạm đội lúc 10 giờ 00.
Friedrich der Grosse là chiếc đầu tiên của hạm đội bị đánh đắm, chìm lúc 12 giờ 16 phút. Nó được trục vớt vào ngày 29 tháng 4 năm 1937 và được kéo đến Rosyth để tháo dỡ; chiếc chuông của con tàu được hoàn trả về Đức vào năm 1965, và đang được lưu giữ tại Tổng hành dinh Hạm đội ở Glücksburg. König Albert tiếp nối lúc 12 giờ 54 phút, là chiếc thứ hai của hạm đội bị đánh đắm; con tàu được cho nổi lên vào ngày 31 tháng 7 năm 1935 và được tháo dỡ tại Rosyth trong năm tiếp theo. Kaiser chìm lúc 13 giờ 25 phút, và được trục vớt vào ngày 20 tháng 3 năm 1929; việc tháo dỡ được tiến hành tại Rosyth vào năm 1930. Prinzregent Luitpold chìm năm phút sau đó; nó được trục vớt vào ngày 9 tháng 7 năm 1931 và tháo dỡ tại Rosyth. Kaiserin, chiếc cuối cùng trong lớp bị đánh đắm, chìm lúc 14 giờ 00; nó được cho nổi lên vào ngày 14 tháng 5 năm 1936 và được tháo dỡ cùng năm đó tại Rosyth.